# Ledena puščava
Ledene puščave (včasih tudi polarne puščave) so območja Zemlje, ki spadajo pod podnebje večnega mraza (EF po Köppnovi klasifikaciji). Kljub temu, da je količina padavin na teh območjih dovolj nizka, da se jih lahko običajno uvrsti med puščave, se ledene puščave od pravih puščav (BWh ali BWk po Köppnovi klasifikaciji) ločijo po nizkih letnih temperaturah in evapotranspiraciji. Večina ledenih puščav je prekritih z ledenimi pokrovi, ledeniškimi polji ali ledeniškimi kapami.
Polarne puščave so poleg arktične tundre eden od dveh polarnih biomov. Ti biomi se nahajajo na zemljinih tečajih, pokrivajo večino antarktičnega območja na južni polobli, na severni polobli pa se raztezajo od Arktike do Severne Amerike, Evrope in Azije. Za razliko od tundre, ki lahko poleti podpira rastlinsko in živalsko življenje, so ledene puščave večinoma nerodovitna okolja, ki vsebujejo trajne, ravne plasti ledu; zaradi pomanjkanja tekoče vode enako velja tudi za redka območja brez ledu. Vendar obstajajo dokazi o nekaj življenja v tej na videz negostoljubni krajini: usedline organskih in anorganskih snovi v debelem ledu, ki gostijo mikroorganizme so tesno povezane s modrozelenimi cepljivkami, ki lahko fiksirajo ogljikov dioksid iz taljene vode.
Spremembe temperature v ledenih puščavah pogosto prečkajo ledišče vode. Ta izmenjava "zmrzovanja in odtaljevanja" tvori na tleh vzorčaste teksture s premerom do 5 m (kot je razvidno iz slike).
Večina notranjosti Antarktike je ledena puščava, kljub debeli ledeni odeji. McMurdove suhe doline na Antarktiki, čeprav zaradi gornega vetra že tisoče let nimajo ledu, vendar vsebujejo efemerne tokove in hipersalinska jezera, značilna za skrajne neledene puščave, niso nujno del ledene puščave.